# Miniopterus fuliginosus
Miniopterus fuliginosus is een zoogdier uit de familie van de gladneuzen (Vespertilionidae). De wetenschappelijke naam van de soort werd voor het eerst geldig gepubliceerd door Hodgson in 1835.